# Estação Filí
Filí (em russo:  Фили́) é uma das estações da linha Filiovskaia (Linha 4) do Metro de Moscovo, na Rússia. Estação «Filí» está localizada entre as estações «Bagrationovskaia» e «Kutusovskaia».